# Монраколь
Монрако́ль (фр. Montracol) — коммуна во Франции, находится в регионе Рона — Альпы. Департамент — Эн. Входит в состав кантона Перонна. Округ коммуны — Бурк-ан-Брес.
Код INSEE коммуны — 01264.

## География

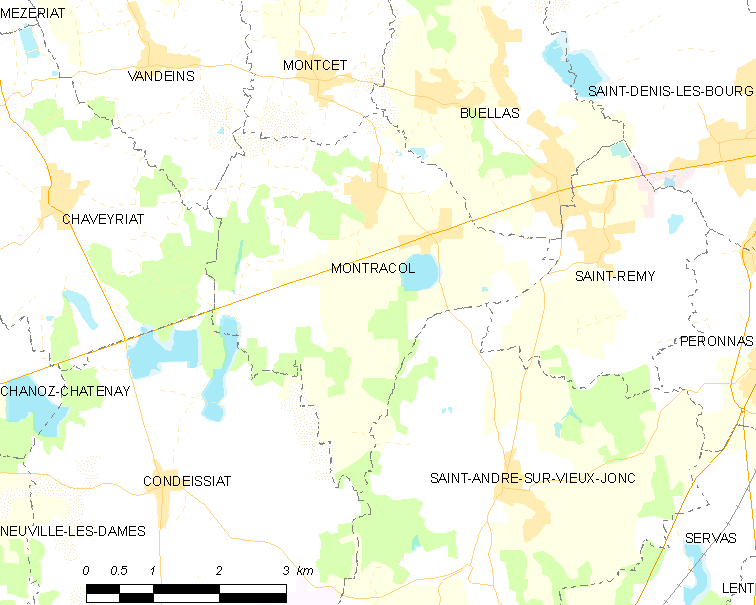
Карта коммуны

Коммуна расположена приблизительно в 370 км к юго-востоку от Парижа, в 55 км северо-восточнее Лиона, в 9 км к западу от Бурк-ан-Бреса.
На востоке коммуны протекает река Вьё-Жон, есть много озёр.

## Климат
Климат полуконтинентальный с холодной зимой и тёплым летом. Дожди бывают нечасто, в основном летом.

## Население
Население коммуны на 2010 год составляло 967 человек.
| 1962 | 1968 | 1975 | 1982 | 1990 | 1999 | 2010 |
| ---- | ---- | ---- | ---- | ---- | ---- | ---- |
| 447  | 429  | 450  | 584  | 551  | 619  | 967  |

## Администрация
| Период | Период | Фамилия         | Партия | Примечания |
| ------ | ------ | --------------- | ------ | ---------- |
| 1995   | 2008   | Жан-Клод Брюне  |        |            |
| 2008   | 2010   | Жан-Клод Симоне |        |            |
| 2011   | 2014   | Жанин Эстра     |        |            |
| 2014   | 2020   | Тьерри Дрюге    |        |            |

## Экономика
В 2010 году среди 614 человек трудоспособного возраста (15—64 лет) 492 были экономически активными, 122 — неактивными (показатель активности — 80,1 %, в 1999 году было 78,1 %). Из 492 активных жителей работали 473 человека (250 мужчин и 223 женщины), безработных было 19 (8 мужчин и 11 женщин). Среди 122 неактивных 39 человек были учениками или студентами, 65 — пенсионерами, 18 были неактивными по другим причинам.

## Достопримечательности
- Церковь Св. Дезидерия (XI век). Исторический памятник с 1927 года.[4]
- Замок Ла-Перуз.